# Reial Unió Belga de Futbol
La Reial Unió Belga de Futbol, oficialment Union Royale Belge des Societes de Football Association / Koninklijke Belgische Voetbal Bond (URBSFA/KBVB) (en francès/neerlandès) dirigeix el futbol a Bèlgica i té la seu a Brussel·les. Va ser fundada el 1895.

## Presidents
- 1895–1924: Baró Edouard de Laveleye
- 1924–1929: Comte Joseph d'Oultremont
- 1929–1937: Rodolphe William Seeldrayers
- 1937–1943: Oscar van Kesbeeck
- 1945–1951: Francis Dessain
- 1951–1967: Georges Hermesse
- 1967–1987: Louis Wouters
- 1987–2001: Baró Michel D'Hooghe
- 2001–2005: Jan Peeters
- 2006–2017: François De Keersmaecker
- 2017-2019: Gérard Linard
- 2019-present: Mehdi Bayat